# Mesotus celatus
Mesotus celatus är en bladmossart som beskrevs av Mitten in J. D. Hooker 1867. Mesotus celatus ingår i släktet Mesotus och familjen Dicranaceae. Inga underarter finns listade i Catalogue of Life.